# Большаков, Дмитрий Михайлович
Дмитрий Михайлович Большаков (26 декабря 1900 — 15 сентября 1966) — советский военачальник, генерал-майор (1943), участник Гражданской, советско-финской и Великой Отечественной войн.

## Биография
Родился 26 декабря 1900 года[по какому календарю?] в деревне Лука Старорусского уезда Новгородской губернии (ныне — Старорусский район Новгородской области). В 1919 году был призван на службу в Рабоче-Крестьянскую Красную Армию. Участвовал в Гражданской войне. Прошёл путь от красноармейца до начальника штаба и командира учебного батальона 288-го стрелкового полка. В 1922 году окончил 2-е Московские пехотные курсы, в 1923 году — Школу красных коммунаров, в 1924 году — Одесскую пехотную школу. В 1936 году Большаков окончил основной факультет Военной академии имени М. В. Фрунзе, после чего находился на преподавательской работе, был старшим преподавателем тактики, помощником по учебно-строевой части начальника Тамбовского пехотного училища. Участвовал в советско-финской войне, будучи исполняющим обязанности начальника штаба 3-го стрелкового корпуса 13-й армии. С марта 1940 года возглавлял штаб 19-го стрелкового корпуса. В этой должности он встретил начало Великой Отечественной войны.
Принимал активное участие в организации обороны Ленинграда на всём протяжении его блокады. Последовательно занимал должности заместителя начальника штаба — начальника оперативного отдела, начальника штаба Невской, затем Приморской оперативных групп, начальника штабов сначала 109-го стрелкового корпуса, а потом 23-й армии. Под его руководством была осуществлена ликвидация прорыва финскими войсками фронта 7-й армии на Карельском перешейке. Лично руководил эвакуацией соединений через Ладожское озеро для укрепления обороны Ленинграда. В критический момент наступления гитлеровцев в районе Петергофа Большаков со штабом 19-го стрелкового корпуса был переброшен на ответственный участок. Несмотря на постоянные вражеские обстрелы, он вместе с другими штабными работниками успешно планировал и организовывал боевые действия в непосредственной близости от линии фронта. Будучи начальником штаба опергруппы, он полностью перестроил систему инженерной обороны на фронте, наладил боевую подготовку войск, лично руководил частными боевыми операциями.
В послевоенное время продолжал службу в Советской Армии, в течение ещё почти трёх лет был начальником штаба 23-й армии. В апреле 1948 года возглавил кафедру сухопутных войск Военно-морской академии имени К. Е. Ворошилова. В августе 1954 года был уволен в запас. Умер 15 сентября 1966 года, похоронен на Серафимовском кладбище Санкт-Петербурга.

## Награды
- Орден Ленина (21 февраля 1945 года);
- 4 ордена Красного Знамени (1 мая 1940 года, 22 июня 1944 года, 3 ноября 1944 года, 15 ноября 1950 года);
- Орден Кутузова 2-й степени (21 февраля 1944 года);
- Орден Отечественной войны 1-й степени (13 сентября 1943 года);
- Медаль «За оборону Ленинграда» и другие медали.